# 奧克格羅夫 (喬治亞州)
奧克格羅夫（英語：Oak Grove）是位於美國喬治亞州切羅基縣的一個非建制地區。該地的面積和人口皆未知。

## 地理
奧克格羅夫的座標為34°21′28″N 84°16′22″W / 34.35778°N 84.27278°W，而該地的平均海拔高度為327米（即1073英尺）。